# Miconia calvescens
Miconia calvescens ist eine Pflanzenart innerhalb der Familie der Schwarzmundgewächse (Melastomataceae). Ursprünglich stammt sie aus der Neotropis, bekannt geworden ist sie allerdings als aggressiver Neophyt auf den Pazifikinseln Hawaii und Tahiti.

## Beschreibung
Die schnellwüchsige, immergrüne Miconia calvescens wächst als Baum und kann Wuchshöhen von bis zu 15 Metern erreichen. Der Stammdurchmesser erreicht bis über 30 Zentimeter.
Sie hat sehr große, gegenständige und kurz gestielte, festledrige, eiförmige bis elliptische oder verkehrt-eiförmige, ganzrandige bis fein gezähnte, spitze bis zugespitzte Laubblätter, welche 30–70 Zentimeter, bis zu 1 Meter, lang werden können. An der Basis sind sie abgerundet bis leicht herzförmig. Die Blattoberseite ist grün, die Unterseite purpur und vor allem auf den Adern sehr fein behaart, die dreizählige, weißliche Blattaderung hat die für diese Familie typische Form. 
Diese Miconia-Art kann mehrmals im Jahr blühen und auch gleichzeitig Früchte tragen. Die endständigen und sehr vielblütigen (bis 3000), rispigen Blütenstände sind groß und hellpink gefärbt. Die kleinen, leicht duftenden und zwittrigen Blüten sind meist sitzend. Sie sind weiß bis rosa und fünfzählig mit doppelter Blütenhülle. Es ist ein kleiner, außen bräunlich behaarter, becherförmiger Blütenbecher, 10 vorstehende Staubblätter mit priemlichen, an der Basis drüsigen Antheren und ein mittelständiger, kantiger, dreikammeriger Fruchtknoten mit langem, zylindrischem Griffel und kleiner, kopfiger Narbe vorhanden. Der verwachsene Kelch ist zu einem kleinen Kranz mit winzigen Zähnchen reduziert. Die verkehrt-eiförmigen Kronblätter sind ausladend.
Die mit sehr vielen, sehr kleinen, harten Samen gefüllten, schwarz-purpunen Beeren sind leicht abgeflacht rundlich mit Kelchresten an der Spitze und sind etwa 5–7 Millimeter groß. Die Früchte sind geschmacklos für Menschen, sie ziehen viele Vögel an, die zu ihrer Verbreitung beitragen.

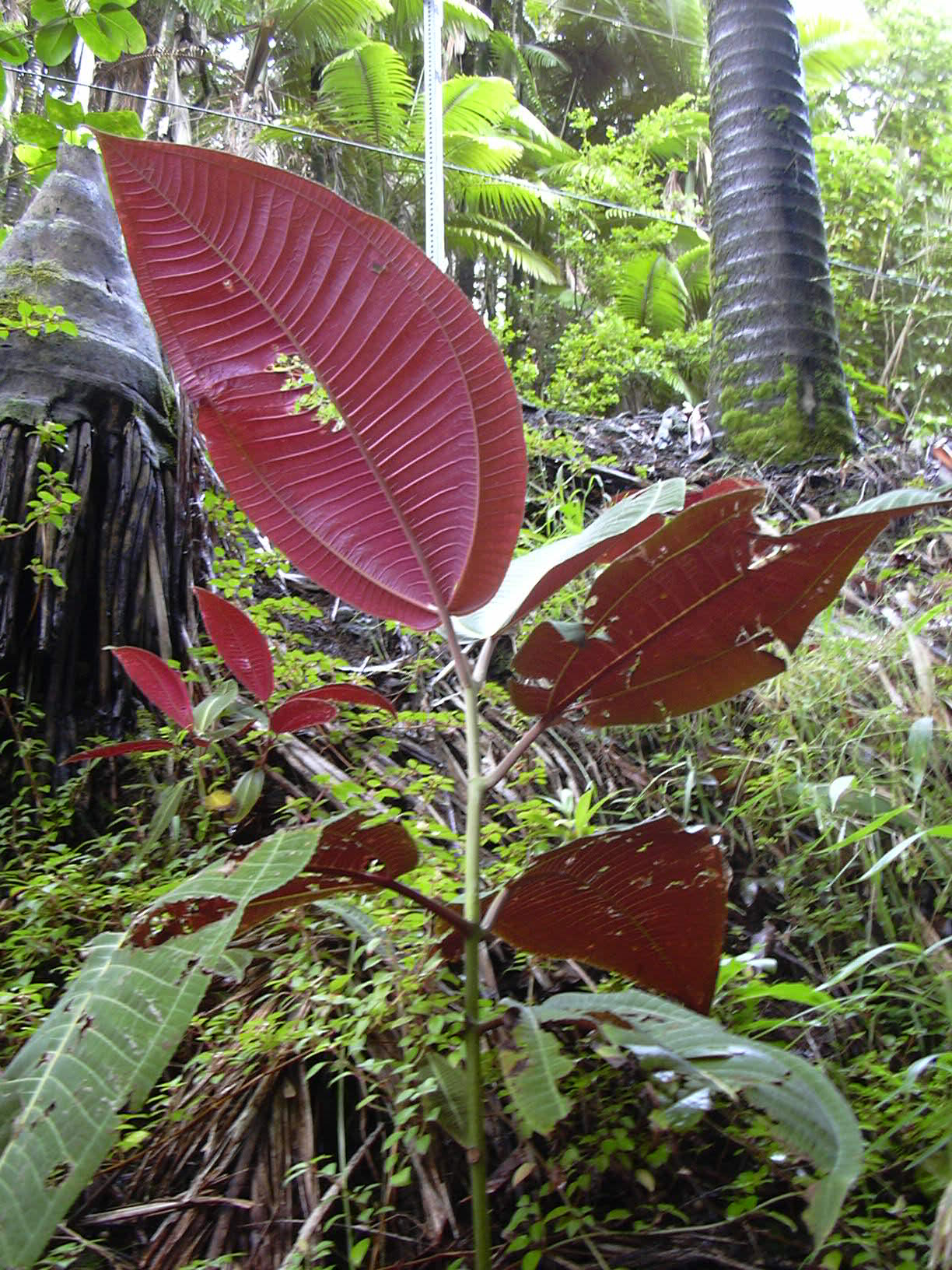
Purpurne Unterseite der Blätter
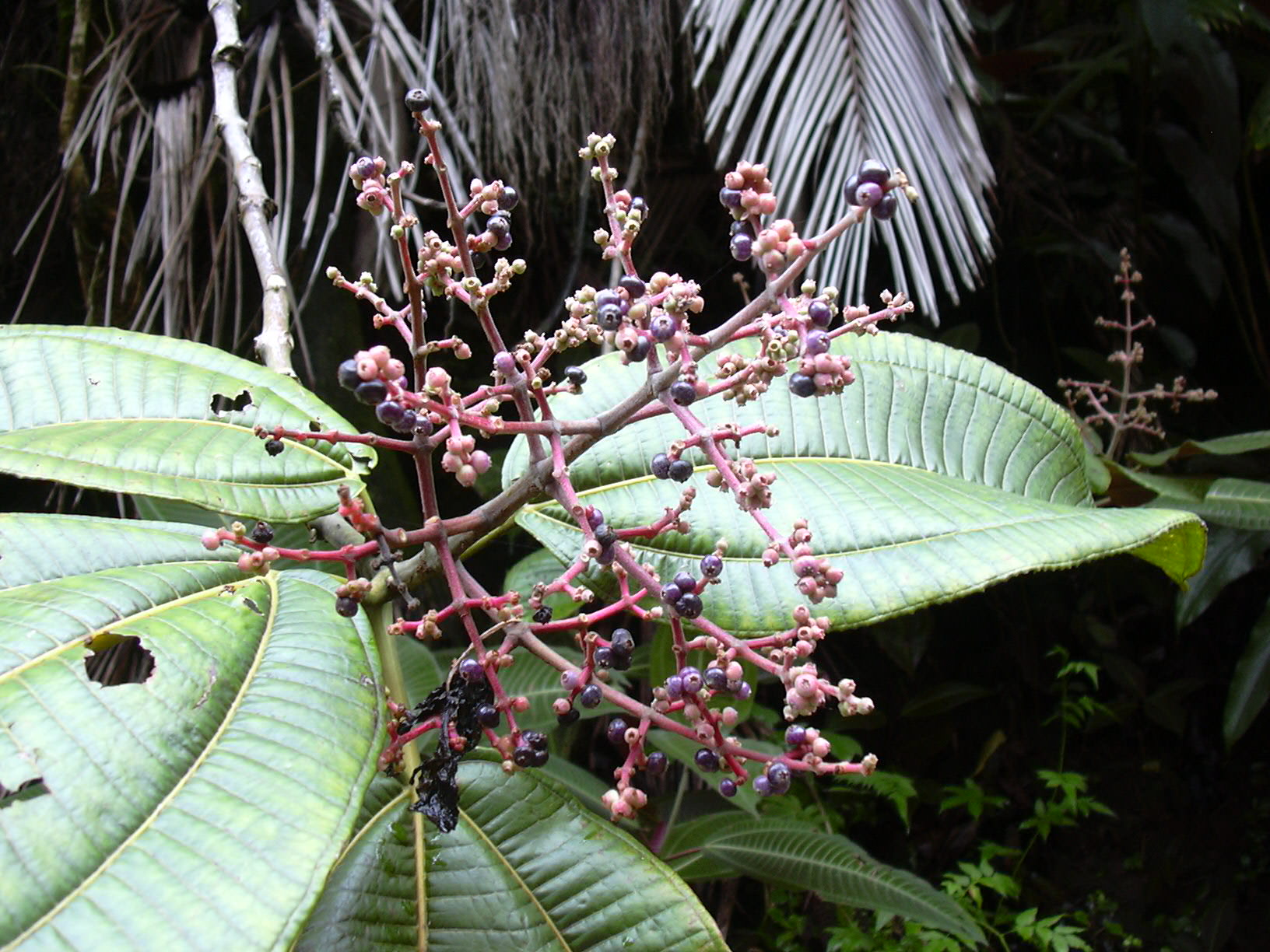
Fruchtstand

## Ökologische Bedeutung und Status
Die Farbgebung machte diese Pflanzenart Mitte des 20. Jahrhunderts attraktiv als Zierpflanze, weshalb sie in Hawaii und anderen Regionen eingeführt wurde. Nachdem sie allerdings im feuchten tropischen Regenwald Fuß gefasst hatte, verbreitete sie sich unaufhörlich, so dass sie mittlerweile zu einer regelrechten Bedrohung für die dortigen Ökosysteme geworden ist. Auf Hawaii nennt man die Pflanze deshalb auch die „purpurne Pest“.
Dies und auch die große Samenproduktion machen Miconia calvescens zu einem sehr ausbreitungskräftigen Konkurrenten zur jeweiligen heimischen Flora. Die auf dem Boden verteilten Samen treiben aus, sobald Licht durch das dichte Blätterdach des Regenwalds fällt. Wenn die Pflanze ausgewachsen ist, verhindern ihre großen schattenwerfenden Blätter, dass andere Pflanzen in ihrer Nähe wachsen können. Das nicht sehr tief gehende Wurzelgeflecht ermöglicht damit auch eine schnellere Erosion; ganze Berghänge sind schon abgerutscht, weil Miconia-Pflanzen dem Boden keinen Halt mehr geben und andere Bäume mit tieferen Wurzeln verdrängt worden sind.
Auf Hawaii wurden die ersten Bestände von Miconia calvescens Anfang der 1990er Jahre entdeckt, und da die Aggressivität der Pflanze bereits bekannt war, begann man sofort mit Aktionen und Programmen, um die Ausbreitung zu kontrollieren. Aufforstung und der Einsatz von Herbiziden sollen dabei helfen, allerdings kann die biologische Schädlingsbekämpfung mit der Ausbreitungsgeschwindigkeit noch nicht Schritt halten. Oft finden Aktionen Freiwilliger statt, die in den Dschungel ziehen, um die Pflanzen per Hand zu entfernen.
Auf Tahiti hat die Pflanze bereits zu einem ökologischen Desaster geführt. Dort besteht bereits ein Viertel des Regenwalds aus Miconia-Pflanzen. Aus diesem Grund wird sie auf der Insel oft als „grüner Krebs“ bezeichnet.
Die Art zählt zu den 100 gefährlichsten Neobiota weltweit.